# Ключ (роман)
«Ключ» — роман українського письменника Василя Шкляра; вперше виданий в 1999 році.

## Історія створення
Фрагменти роману було вперше надруковано у 1999 році у літературному журналі Сучасність та газетах «Літературна Україна» і «Киевские ведомости». Це перший твір автора після тривалої паузи з 1990-го року. Сам Шкляр пояснює цю паузу словами: «далася взнаки різка зміна епох». Роман писався в 1998 році, після того як автор потрапив в реанімацію зі смертельним діагнозом, проте вижив і після місяця перебування в реанімації ще там почав писати «Ключ», який відразу ж здобув популярність в українського читача.
Сам задум автор виношував дванадцять років. В основу лягла почута ним історія про те, як один хлопець винайняв житло в Києві, а після того до нього так і не з'явився господар по плату. Зі слів автора «Мені вона видалася привабливою: сам факт давав дуже великий простір для фантазії. Адже нормальна людина мусить замислитися, куди поділася інша людина! І починаються пошуки… Я довго носився з цим задумом, а потім сів і написав роман за тридцять днів».

## Сюжет
Роман «Ключ» - це історія про Андрія Крайнього, високоосвіченого, розумного та інтелігентного журналіста, який, втративши дах над головою, отримує у подарунок ключ від квартири, власник якої незабаром зникає. Андрій розпочинає пошук власника, який заводить його  у готель «Млин», де він розкриває цілу кримінальну історію, разом зі своєю коханою Оксаною. Оксану вбивають, Андрій потрапляє на лаву підсудних. Роман закінчується виправданням Андрія, який віддає ключ від загадкової квартири іншому у безнадії, а сам зникає.

## Наклад
Роман неодноразово перевидавався. У 2003 році автор повідомляв, що наклад роману  сягнув вже 20 тис.

## Нагороди
- 1999 — «Золотий Бабай», переможець першого національного конкурсу на кращий гостросюжетний роман (роман «Ключ»)[7][8]
- 2000 — премія журналу «Сучасність» за найкращий роман року («Ключ»)
- 2000 — премія журналу «Олігарх»
- 2003 — «Спіраль століть», міжнародна премія в жанрі фантастики у номінації «За найкращу україномовну фантастику» (КиївКон-2003, роман «Ключ»)[5]

## Переклади
Роман був перекладений багатьма мовами, зокрема російською, шведською, вірменською.

## Видання
Книги вперше вийшла в 1999 році у київському видавництві Ast-прес - ДіК-СІ.
- Василь Шкляр. Маруся. Київ: Ast-прес - ДіК-СІ. 1999. 223 стор. ISBN 978-966-7463-17-5

## Екранізація
На основі твору планувалися екранізації від кількох українських режисерів, але жоден з них так і не зумів зняти стрічку на основі роману Шкляра. Серед режисерів, які намагалися втілити на екрані "Ключ", були три кандидата на роль режисера: Олег Бійма, Мирослав Слабошпицький та Аркадій Микульський. Український режисер Олег Бійма, планував зняти 17-серійний детективний серіал по сюжету "Ключа", але проблеми з пошуком фінансування не дали здійснитися цьому задуму. Молодий український режисер Мирослав Слабошпицький планував зняти повнометражну стрічку за сюжетом "Ключа", і вже навіть був написаний готовий сценарій, проте в останній момент при підписанні угоди виникли протиріччя і цей задум також не було втілено. Перед Слабошпицьким,  вже хотів зняти повнометражну стрічку за сюжетом "Ключа" інший маститий український режисер Аркадій Микульський, але й його задуму не судилося втілитися в життя..